# L'Ombre (film, 1948)
Pour les articles homonymes, voir L'Ombre.
Pour plus de détails, voir Fiche technique et Distribution.
L'Ombre est un film français réalisé par André Berthomieu, sorti en 1948.

## Synopsis
Un homme qu'on présume être le responsable d'un meurtre, s'évapore soudain dans la nature sans laisser de traces. Cela renforce les soupçons à son encontre.

## Fiche technique
- Titre : L'Ombre
- Réalisation : André Berthomieu
- Scénario : André Berthomieu et Francis Carco, d'après son roman
- Dialogues : Francis Carco
- Photographie : Maurice Barry
- Son : Jacques Lebreton
- Décors : Raymond Nègre assisté d'Olivier Girard
- Montage : Pierre Méguérian
- Musique : Raymond Bailly et Georges Van Parys
- Production : M.A.I.C. - U.G.C.
- Tournage : du 5 janvier au 18 février 1948 aux studios de Saint-Maurice
- Pays d'origine :  France
- Durée : 100 minutes
- Date de sortie : France, 23 juin 1948

## Distribution
- Fernand Ledoux : Firmin Blache
- Renée Faure :  Denise Fournier
- Berthe Bovy : Mme Fournier
- Pierre-Louis : L'inspecteur Roberge
- Gérard Nery : Jean Fournier
- Pauline Carton : La concierge
- Gabrielle Rosny : La vieille fille
- Jeanne Lion : La teinturière